# 高城玲
高城 玲（たかぎ れい）は、日本の漫画家。

## 略歴
愛知県大府市出身。小学生の頃から趣味で漫画を描き始め、中学生になると漫画雑誌に投稿をはじめる。高校2年の時に初入賞すると、その時の感動が忘れられず大学生になっても漫画を描き続けた。大学4年の時に就職活動の結果、地元企業に内定が決まったが、漫画家の夢を諦めきれず内定を辞退し、漫画家になる道を志す。大学を卒業後、1年間絵画スクールで学び、その後アルバイトをしながら漫画家のアシスタントで技術を磨いた。2021年には秋田書店の新人漫画賞である第11回「ロイヤル少女まんが賞」で『チベットと空飛ぶ君』がボニータ賞を受賞する。デビュー作は「月刊ミステリーボニータ」2022年1月号に掲載された読み切り『修羅と祝言』で、同雑誌の2022年9月号から連載した『アナトミア-解剖してわかったことだが、人間は必ず死ぬようにできている』が初連載となる。また、デビューのきっかけとなった受賞作『チベットと空飛ぶ君』が2024年9月にWEBマンガサイトSouffle内の「Souffleパワープッシュ フレッシュよみきり」で初公開された。

## 作品リスト

### 連載
- アナトミア-解剖してわかったことだが、人間は必ず死ぬようにできている（2022年9月号[5] - 2024年2月号、『月刊ミステリーボニータ』） 全4巻
- 竜使いはまだ空を知らない（2024年10月号[6] - 連載中、『月刊プリンセス』） 既刊1巻

### 読み切り
- 修羅と祝言（2021年12月6日発売、月刊ミステリーボニータ2022年1月号）
- アナトミア-解剖してわかったことだが、人間は必ず死ぬようにできている 番外編『追憶の女神』（2024年4月6日発売、月刊プリンセス5月号）[7]
- アナトミア-解剖してわかったことだが、人間は必ず死ぬようにできている 番外編『彼方の天使』（2024年8月6日発売、月刊プリンセス9月号）[8]
- チベットと空飛ぶ君（2024年9月10日公開、Souffle内「Souffleパワープッシュ フレッシュよみきり」[4]）